# جين كرين
جين كرين (بالإنجليزية: Jeanne Crain)‏ هي ممثلة أمريكية، ولدت في 25 مايو 1925 ببارستاو في الولايات المتحدة، وتوفيت في 14 ديسمبر 2003 بسانتا باربارا في الولايات المتحدة بسبب نوبة قلبية.

## أعمال

### أفلام
- (1944) النصر المجنح
- (1945) اتركها للجنة
- (1945) معرض الولاية
- (1950) رسالة لثلاث زوجات
- (1957) جوكر البرية
- (1962) بيلاطس البنطي

## ترشيحات
- جائزة الأوسكار لأفضل ممثلة (1949)

## وصلات خارجية
- جين كرين على موقع IMDb (الإنجليزية)
- جين كرين على موقع روتن توميتوز (الإنجليزية)
- جين كرين على موقع ألو سيني (الفرنسية)
- جين كرين على موقع ميوزك برينز (الإنجليزية)
- جين كرين على موقع تيرنر كلاسيك موفيز (الإنجليزية)
- جين كرين على موقع أول موفي (الإنجليزية)
- جين كرين على موقع قاعدة بيانات الأفلام السويدية (السويدية)
- جين كرين على موقع إن إن دي بي (الإنجليزية)
- جين كرين على موقع ديسكوغز (الإنجليزية)
- جين كرين على موقع قاعدة بيانات الفيلم (الإنجليزية)